# Асапа
Асапа (исп. Quebrada de Azapa) — пересыхающая река на севере Чили в области Арика-и-Паринакота. Длина реки — 128 км. Площадь водосборного бассейна — 3070 км².
Истоки реки находятся на Андском плоскогорье. Далее река протекает в западном направлении по узкой долине. В среднем течении образует долину, имеющую важное значение для сельскохозяйственной деятельности в регионе. Впадает в Тихий океан в районе города Арика. Река протекает по территории коммун Арика и Путре. Основные притоки — реки Секо, Тигнамар, Кебрада-Ла-Игуэра, Чапикинья.